# Stare Budy (powiat grodziski)
Stare Budy – wieś w Polsce położona w województwie mazowieckim, w powiecie grodziskim, w gminie Jaktorów, wchodząca w skład aglomeracji warszawskiej.
Przez miejscowość przebiegają dwie linie kolejowe: linia kolejowa nr 4 i linia kolejowa nr 1. Stare Budy przecina droga wojewódzka nr 719, która łączy miejscowość z pobliskimi miastami - Żyrardowem i Grodziskiem Mazowieckim.
| SIMC    | Nazwa               | Rodzaj    |
| ------- | ------------------- | --------- |
| 1054989 | Stare Budy Drugie   | część wsi |
| 1054995 | Stare Budy Pierwsze | część wsi |

Na terenie wsi zostały utworzone dwa sołectwa Stare Budy A oraz Stare Budy B.
W latach 1975–1998 miejscowość należała administracyjnie do województwa skierniewickiego.